# Ehrenfeld Sámuel
Ehrenfeld Sámuel (?, 1835 – Nagymarton, 1883 augusztusa) rabbi, Ehrenfeld Saul bátyja.

## Élete
Szófér Ábrahám tanítványa volt. 1866-ban a bethleni hitközség meghívta rabbinak. Két évig működött itt és nagy jesivát vezetett. 1868-ban szikszói rabbi lett. Itt is minden energiáját a jesiva fejlesztésére fordította.

## Művei
1874-ben kiadta Chaszán Szófer című talmudi glosszákat tartalmazó művét és a könyvből befolyt összegeket a tanítványok élelmezésére fordította. 1877-ben Nagymartonra került. 1878-ban kiadta ugyancsak a Sulchán Áruch egy részéhez írt kommentárjait, ugyancsak Chaszán Szófer cím alatt.